# Uleåborgs kyrkliga samfällighet
Uleåborgs kyrkliga samfällighet (finska: Oulun seurakuntayhtymä) belägen i Uleåborgs stad, Norra Österbotten, bildas av ortens evangelisk-lutherska församlingar. Samfälligheten tillhör Uleåborgs stift inom Evangelisk-lutherska kyrkan i Finland och ansvarar för gemensamma funktioner såsom pastorskansliet, ekonomikansliet, begravningsplatser och fastigheter. Samfälligheten är ett juridiskt organ.
Till Uleåborgs kyrkliga samfällighet hör Uleåborgs domkyrkoförsamling, Haukipudas församling, Karjasilta församling, Kiminge församling, Oulujoki församling, Oulunsalo församling och Tuira församling.
Det högsta beslutande organet i samfälligheten är dess gemensamma kyrkofullmäktige. Det finns även ett gemensamt kyrkoråd som förbereder alla ärenden som ska behandlas kyrkofullmäktige. Kyrkorådet har även egen beslutanderätt i många av samfällighetens ärenden.